# 北極担当大使
北極担当大使（ほっきょくたんとうたいし、英語: Ambassador in Charge of Arctic Affairs / Ambassador for Arctic Affairs）または北極大使（ほっきょくたいし、英語: Arctic Ambassador）は、北極地域及び北極に関連する事項を担当する外交官の職名。

## 概要
20世紀末頃より、技術の進展や北極海における結氷域の縮小等により、北極地域の航路や資源の開拓など、経済活動の可能性が増大してきた。環境保護の問題の増大や先住民の権利の尊重も必要とされるようになってきたことから、各国の関心が高まり、国際的な調整や協調が求められるようになった。1996年9月19日には、北極圏に領土を有する8ヶ国が集まり、北極に関する課題を協議する北極評議会が設立されている。
日本は、北極協議会に2009年よりオブザーバー参加している。北極への関心の高まりを受けて、外務省は、2013年3月19日に北極評議会をはじめ、北極に関わる事項を職掌とする北極担当大使を新設、その任命を行った。
北極評議会のメンバーであるアメリカ合衆国も北極への関与を深めるため、2014年2月14日、国務省は北極担当大使と同様の北極地域特別代表(Special Representative for the Arctic Region)を設置する意向を発表し、同年7月16日に前アメリカ沿岸警備隊長官のロバート・パップ
を任命した。